# بول سوسمان
بول سوسمان (بالإنجليزية: Paul Sussman)‏ (21 يوليو 1966 - 31 مايو 2012) كان مؤلفا وعالم آثار وصحفي بريطاني، ترجمت رواياته إلى أكثر من 33 لغة حول العالم. تدور روياته عن أحداث  في مصر.

## حياته
درس في جامعة كامبردج وعمل لعدة سنوات كعالم آثار في مصر خاصة في مشروع مقابر تل العمارنة في وادي الملوك.

من بين المكتشافات الاثرية التي اكتشفها كانت حلى فرعونية كانت الأولى منذ اكتشاف قبر توت عنخ آمون سنة 1922.

كصحفى عمل في The Big Issue. كما كتب لعدة صحف كبيرة منها: الإندبندنت، الغارديان، ذا إفننغ ستاندارد اللندنية، ديلي تلغراف، ذا سبكتاتور الأسبوعية، مجلة كوزمابولتين للمرأة، و سي إن إن.كوم .

متزوج وله ولدان.

## وفاته
توفي يوم 31 مايو 2012 فجأة بعد معاناته من تمزق حاد ونزيف داخلي بتمدد الأوعية الدموية (أم الدم أو أنيوريسم).

## كتبه

### خيالية (روايات)
- جيش قمبيز المفقود (2002) The Lost Army of Cambyses
- آخر أسرار الهيكل (2005) The Last Secret of the Temple
- الواحة الخفية (2009) The Hidden Oasis
- متاهة اوزريس (2012) The Labyrinth of Osiris

### غير خيالية
- The Ultimate Encyclopaedia of the Movies (1994) (Contributor)
- Death by Spaghetti...: Bizarre, Baffling and Bonkers True: Stories from In The News (1996)

1. ↑  الروائى الإنجليزى «بول سوسمان»: قضيت 3 أسابيع ملتصقاً بالتليفزيون لمتابعة ما يحدث في «التحرير» | المصري اليوم نسخة محفوظة 01 ديسمبر 2017 على موقع واي باك مشين.